# 塔拉魯瓦山
塔拉魯瓦山（英語：Mount Tararua）是南極洲的山峰，位於維多利亞地的博克格雷溫克海岸，屬於勝利山脈中蒙蒂思山的一部分，海拔高度2,550米，由新西蘭探險隊命名，現時由南極條約體系管理。